# Regionstog A/S
Regionstog A/S (RT) var et dansk jernbaneselskab, der 1. januar 2009 overtog driften af de tre privatbaner i Region Sjælland: Vestsjællands Lokalbaner, Østbanen og Lollandsbanen. 1. juli 2015 fusioneredes Regionstog og Lokalbanen i et nyt selskab Lokaltog, der omfatter alle tidligere privatbaner på Sjælland og Lolland.
Regionstog havde administrationskontorer på henholdsvis Banegårdspladsen 5 i Maribo og Jernbaneplads 6 i Holbæk. Administrationen samledes i juli 2013 i Næstved.
Selskabet forvaltede i alt ca. 200 km jernbaneinfrastruktur og rådede over i alt 29 moderne lavgulvstog fordelt på 13 IC2-togsæt og 16 LINT 41-togsæt. Der transporteres ca. 3,2 mio. passagerer om året.
Jernbanetrafikken på Lollandsbanen blev styret fra Regionstogs trafikcentral i Maribo, mens jernbanetrafikken på Odsherredsbanen og Tølløsebanen styredes fra en tilsvarende trafikcentral i Holbæk. Trafikken på Østbanen styredes fra Lokalbanens driftscentral i Hillerød. I løbet af maj 2013 samledes al fjernstyring af Regionstogs fire baner i en driftscentral (fjernstyringscentral) i Maribo. Der sker ikke længere fjernstyring fra Holbæk og fjernstyring af Østbanen er hjemtaget fra Lokalbanen i Hillerød. Det nye fjernstyringssystem er EBISCREEN 2000 leveret af Bombardier Transportation Danmark.

## Strækninger
Regionstog trafikerede fire ikke-elektrificerede jernbanestrækninger på i alt ca. 200 km:
- Lollandsbanen (Nakskov-Nykøbing F.), der er 50,2 km lang, åbnede i 1874 og befordrer årligt ca. 875.000 passagerer.
- Østbanen (Køge-Faxe Ladeplads/Køge-Rødvig), der er 46,2 km. lang, åbnede i 1879 og befordrer årligt ca. 900.000 passagerer.
- Tølløsebanen (Holbæk)-Tølløse-Slagelse, der er 50,8 km. lang, åbnede i 1901 og befordrer årligt ca. 555.000 passagerer.
- Odsherredsbanen (Holbæk-Nykøbing Sj.), der er 49,4 km. lang, åbnede i 1899 og befordrer årligt ca. 1,1 mio. passagerer.

## Rullende materiel
Regionstog rådede over i alt 29 moderne lavgulvstog fordelt på 13 IC2-togsæt og 16 LINT 41-togsæt. Lollandsbanen betjenes udelukkende af IC2-togsæt, hvorimod de øvrige strækninger primært betjenes af LINT 41. Sidden 2022 kører 3 indlejede desirotog fra Nordjyske Jernbaner de 8 km mellem Grænge og Nykøbing på Lollandsbanen, fordi det kræves ETCS, og installationen i IC2 endnu ikke er godkendt.

## Galleri
- Regionstogs hovedkontor i Holbæk
- LINT 41-togsæt i Holbæk
- IC2-togsæt ved Nakskov Station